# Magyarországi pártok vezetőinek listája 1989-től
Az alábbi lista a harmadik magyar köztársaság jelentősebb pártjainak elnökeit és egyéb vezetőit, valamint frakcióvezetőit tartalmazza.

## Elnökök
| Párt                                             | Párt        | Elnök                   | Hivatali idő kezdete | Hivatali idő vége   | Megjegyzés                                              |
| Teljes név                                       | Rövidítés   | Elnök                   | Hivatali idő kezdete | Hivatali idő vége   | Megjegyzés                                              |
| ------------------------------------------------ | ----------- | ----------------------- | -------------------- | ------------------- | ------------------------------------------------------- |
| A Haza Pártja                                    | HP          | Kásler Árpád            | 2013. május          |                     |                                                         |
| Centrum Párt                                     | CP          | Szabó Lajos             | 2010. május          |                     |                                                         |
| Demokratikus Koalíció                            | DK          | Gyurcsány Ferenc        | 2011. október 22.    |                     |                                                         |
| Együtt – a Korszakváltók Pártja                  | Együtt      | Juhász Péter            | 2013                 | 2015                | 2013-tól 2015-ig háromtagú elnökség                     |
| Együtt – a Korszakváltók Pártja                  | Együtt      | Kónya Péter             | 2013                 | 2015                | 2013-tól 2015-ig háromtagú elnökség                     |
| Együtt – a Korszakváltók Pártja                  | Együtt      | Szigetvári Viktor       | 2013                 | 2017                | 2013-tól 2015-ig háromtagú elnökség                     |
| Együtt – a Korszakváltók Pártja                  | Együtt      | Juhász Péter            | 2017                 | 2018                |                                                         |
| Fidesz – Magyar Polgári Szövetség                | Fidesz      | kollektív elnökség      | 1988. március 30.    | 1993. április 18.   |                                                         |
| Fidesz – Magyar Polgári Szövetség                | Fidesz      | Orbán Viktor            | 1993. április 18.    | 2000. január 29.    |                                                         |
| Fidesz – Magyar Polgári Szövetség                | Fidesz      | Kövér László            | 2000. január 29.     | 2001. május 6.      |                                                         |
| Fidesz – Magyar Polgári Szövetség                | Fidesz      | Pokorni Zoltán          | 2001. május 6.       | 2002. július 3.     |                                                         |
| Fidesz – Magyar Polgári Szövetség                | Fidesz      | Áder János              | 2002. július 3.      | 2003. május 17.     | Ügyvezető elnök                                         |
| Fidesz – Magyar Polgári Szövetség                | Fidesz      | Orbán Viktor            | 2003. május 17.      |                     |                                                         |
| Független Kisgazda-, Földmunkás- és Polgári Párt | FKgP        | Pártay Tivadar          | 1988                 | 1989                |                                                         |
| Független Kisgazda-, Földmunkás- és Polgári Párt | FKgP        | Vörös Vince             | 1989                 | 1990                |                                                         |
| Független Kisgazda-, Földmunkás- és Polgári Párt | FKgP        | Nagy Ferenc József      | 1990                 | 1991                |                                                         |
| Független Kisgazda-, Földmunkás- és Polgári Párt | FKgP        | Torgyán József          | 1991                 | 2002                |                                                         |
| Független Kisgazda-, Földmunkás- és Polgári Párt | FKgP        | Réti Miklós             | 2002                 | 2005                |                                                         |
| Független Kisgazda-, Földmunkás- és Polgári Párt | FKgP        | Hegedűs Péter           | 2005                 | 2017                |                                                         |
| Független Kisgazda-, Földmunkás- és Polgári Párt | FKgP        | Balogh Károly           | 2017                 | 2018                |                                                         |
| Független Kisgazda-, Földmunkás- és Polgári Párt | FKgP        | Hajdara Roland          | 2018                 | 2020                |                                                         |
| Független Kisgazda-, Földmunkás- és Polgári Párt | FKgP        | Balogh Károly           | 2020                 |                     |                                                         |
| Igen Szolidaritás Magyarországért Mozgalom       | ISZOMM      | Huszti Andrea           | 2020. június 14.     | 2023. május 27.     |                                                         |
| Igen Szolidaritás Magyarországért Mozgalom       | ISZOMM      | Szanyi Tibor            | 2023. május 27.      |                     |                                                         |
| Jobbik Magyarországért Mozgalom                  | Jobbik      | Kovács Dávid            | 2003. október 24.    | 2006. november 25.  |                                                         |
| Jobbik Magyarországért Mozgalom                  | Jobbik      | Vona Gábor              | 2006. november 25.   | 2018. április 9.    |                                                         |
| Jobbik Magyarországért Mozgalom                  | Jobbik      | Sneider Tamás           | 2018. május 12.      | 2020. január 25.    |                                                         |
| Jobbik Magyarországért Mozgalom                  | Jobbik      | Jakab Péter             | 2020. január 25.     | 2022. június 8.     |                                                         |
| Jobbik Magyarországért Mozgalom                  | Jobbik      | Potocskáné Kőrösi Anita | 2022. június 8.      | 2022. július 12.    | Ügyvezető elnök                                         |
| Jobbik Magyarországért Mozgalom                  | Jobbik      | Gyöngyösi Márton        | 2022.július 12.      |                     |                                                         |
| Jólét és Szabadság Demokrata Közösség            | JESZ        | Makyay Zsolt            | 2011. április 8.     | 2015. december 12.  |                                                         |
| Jólét és Szabadság Demokrata Közösség            | JESZ        | Sass László             | 2015. december 12.   |                     |                                                         |
| Kereszténydemokrata Néppárt                      | KDNP        | Keresztes Sándor        | 1989                 | 1990                |                                                         |
| Kereszténydemokrata Néppárt                      | KDNP        | Surján László           | 1990                 | 1995                |                                                         |
| Kereszténydemokrata Néppárt                      | KDNP        | Giczy György            | 1995                 | 2001                |                                                         |
| Kereszténydemokrata Néppárt                      | KDNP        | Bartók Tivadar          | 2001                 | 2002                |                                                         |
| Kereszténydemokrata Néppárt                      | KDNP        | Varga László            | 2002                 | 2003                |                                                         |
| Kereszténydemokrata Néppárt                      | KDNP        | Semjén Zsolt            | 2003                 |                     |                                                         |
| LMP – Magyarország Zöld Pártja                   | Zöldek      | Országos Választmány    | 2009                 | 2013                |                                                         |
| LMP – Magyarország Zöld Pártja                   | Zöldek      | Schiffer András         | 2013                 | 2016                | 2013 óta a pártnak egy férfi és egy női társelnöke van. |
| LMP – Magyarország Zöld Pártja                   | Zöldek      | Szél Bernadett          | 2013                 | 2018                | 2013 óta a pártnak egy férfi és egy női társelnöke van. |
| LMP – Magyarország Zöld Pártja                   | Zöldek      | Hadházy Ákos            | 2016                 | 2018                | 2013 óta a pártnak egy férfi és egy női társelnöke van. |
| LMP – Magyarország Zöld Pártja                   | Zöldek      | Demeter Márta           | 2018                 | 2019                | 2013 óta a pártnak egy férfi és egy női társelnöke van. |
| LMP – Magyarország Zöld Pártja                   | Zöldek      | Keresztes László Lóránt | 2018                 | 2019                | 2013 óta a pártnak egy férfi és egy női társelnöke van. |
| LMP – Magyarország Zöld Pártja                   | Zöldek      | Kendernay János         | 2019                 | 2020                | 2013 óta a pártnak egy férfi és egy női társelnöke van. |
| LMP – Magyarország Zöld Pártja                   | Zöldek      | Kanász-Nagy Máté        | 2020                 | 2022                | 2013 óta a pártnak egy férfi és egy női társelnöke van. |
| LMP – Magyarország Zöld Pártja                   | Zöldek      | Schmuck Erzsébet        | 2019                 |                     | 2013 óta a pártnak egy férfi és egy női társelnöke van. |
| LMP – Magyarország Zöld Pártja                   | Zöldek      | Ungár Péter             | 2022                 |                     | 2013 óta a pártnak egy férfi és egy női társelnöke van. |
| Magyar Demokrata Fórum                           | MDF         | Bíró Zoltán             | 1987. szeptember 27. | 1989. október 21.   | Ügyvezető elnök                                         |
| Magyar Demokrata Fórum                           | MDF         | Antall József           | 1989. október 21.    | 1994. február 19.   | 1993. december 12-én elhunyt.                           |
| Magyar Demokrata Fórum                           | MDF         | Für Lajos               | 1994. február 19.    | 1996. március 2.    |                                                         |
| Magyar Demokrata Fórum                           | MDF         | Lezsák Sándor           | 1996. március 2.     | 1999. január 30.    |                                                         |
| Magyar Demokrata Fórum                           | MDF         | Dávid Ibolya            | 1999. január 30.     | 2010. április 11.   |                                                         |
| Magyar Demokrata Fórum                           | MDF         | Herényi Károly          | 2010. április 11.    | 2010. június 20.    | Ügyvezető elnök                                         |
| Magyar Demokrata Fórum                           | MDF         | Makay Zsolt             | 2010. június 20.     | 2011. április 8.    |                                                         |
| Magyar Demokrata Néppárt                         | MDNP        | Szabó Iván              | 1996                 | 1998                |                                                         |
| Magyar Demokrata Néppárt                         | MDNP        | Pusztai Erzsébet        | 1998                 | 2002                |                                                         |
| Magyar Demokrata Néppárt                         | MDNP        | Szabó József            | 2002                 | 2005                |                                                         |
| Magyar Igazság és Élet Pártja                    | MIÉP        | Csurka István           | 1993. július 15.     | 2012. február 4.    |                                                         |
| Magyar Igazság és Élet Pártja                    | MIÉP        | Fenyvessy Zoltán        | 2012. október 28.    | 2017. március 6.    |                                                         |
| Magyar Igazság és Élet Pártja                    | MIÉP        | Nagy Tibor              | 2017. március 6.     | 2021. július 27.    |                                                         |
| Magyar Kétfarkú Kutya Párt                       | MKKP        | Kovács Gergely          | 2014. szeptember 8.  |                     | 2018. július 14. óta társelnök                          |
| Magyar Kétfarkú Kutya Párt                       | MKKP        | Döme Zsuzsanna          | 2018. július 14.     | Társelnök           |                                                         |
| Magyar Liberális Párt                            | Liberálisok | Fodor Gábor             | 2013                 | 2019                |                                                         |
| Magyar Liberális Párt                            | Liberálisok | Bősz Anett              | 2019                 |                     |                                                         |
| Magyar Munkáspárt                                | Munkáspárt  | Thürmer Gyula           | 1989. december 17.   |                     |                                                         |
| Magyarországi Németek Országos Önkormányzata     | MNOÖ        | Heinek Ottó             | 1999                 | 2018                |                                                         |
| Magyarországi Németek Országos Önkormányzata     | MNOÖ        | Schubert Olívia         | 2018                 | 2019                |                                                         |
| Magyarországi Németek Országos Önkormányzata     | MNOÖ        | Englenderné Hock Ibolya | 2019                 |                     |                                                         |
| Magyarországi Szociáldemokrata Párt              | MSZDP       | Petrasovits Anna        | 1989. november 3.    | 1992                |                                                         |
| Magyarországi Szociáldemokrata Párt              | MSZDP       | Borbély Endre           | 1992                 | 1993. október 3.    |                                                         |
| Magyarországi Szociáldemokrata Párt              | MSZDP       | Király Zoltán           | 1993. október 3.     | 1994                |                                                         |
| Magyarországi Szociáldemokrata Párt              | MSZDP       | Kápolyi László          | 1994                 | 2014. november 28.  |                                                         |
| Magyarországi Szociáldemokrata Párt              | MSZDP       | Andráska László         | 2014. november 28.   | 2017. április 1.    |                                                         |
| Magyarországi Szociáldemokrata Párt              | MSZDP       | Hasilló László          | 2017. április 1.     |                     |                                                         |
| Magyar Szocialista Párt                          | MSZP        | Nyers Rezső             | 1989.október 9.      | 1990. május 27.     |                                                         |
| Magyar Szocialista Párt                          | MSZP        | Horn Gyula              | 1990. május 27.      | 1998. szeptember 5. |                                                         |
| Magyar Szocialista Párt                          | MSZP        | Kovács László           | 1998. szeptember 5.  | 2004. október 16.   |                                                         |
| Magyar Szocialista Párt                          | MSZP        | Hiller István           | 2004. október 16.    | 2007. február 24.   |                                                         |
| Magyar Szocialista Párt                          | MSZP        | Gyurcsány Ferenc        | 2007. február 24.    | 2009. április 5.    |                                                         |
| Magyar Szocialista Párt                          | MSZP        | Lendvai Ildikó          | 2009. április 5.     | 2010. július 10.    |                                                         |
| Magyar Szocialista Párt                          | MSZP        | Mesterházy Attila       | 2010. július 10.     | 2014. május 31.     |                                                         |
| Magyar Szocialista Párt                          | MSZP        | Botka László            | 2014. május 31.      | 2014. július 19.    | Ügyvezető elnök                                         |
| Magyar Szocialista Párt                          | MSZP        | Tóbiás József           | 2014. július 19.     | 2016. június 25.    |                                                         |
| Magyar Szocialista Párt                          | MSZP        | Molnár Gyula            | 2016. június 25.     | 2018. április 14.   |                                                         |
| Magyar Szocialista Párt                          | MSZP        | Tóth Bertalan           | 2018. június 17.     | 2022. október 22.   | 2020. szeptember 19-től társelnök                       |
| Magyar Szocialista Párt                          | MSZP        | Kunhalmi Ágnes          | 2020. szeptember 19. |                     | Társelnök                                               |
| Magyar Szocialista Párt                          | MSZP        | Komjáthi Imre           | 2022. október 22.    |                     | Társelnök                                               |
| Mi Hazánk Mozgalom                               | Mi Hazánk   | Toroczkai László        | 2018. június 23.     |                     |                                                         |
| Megoldás Mozgalom                                | MEMO        | Gattyán György          | 2021. december 24    | 2022. szeptember 16 |                                                         |
| Megoldás Mozgalom                                | MEMO        | Huszár Viktor           | 2022. szeptember 16. |                     |                                                         |
| Momentum Mozgalom                                | Momentum    | Fekete-Győr András      | 2017. március 4.     | 2021. október 10.   |                                                         |
| Momentum Mozgalom                                | Momentum    | Orosz Anna              | 2021. október 10.    | 2021. november 21.  | Ügyvezető elnök                                         |
| Momentum Mozgalom                                | Momentum    | Donáth Anna             | 2021. november 21.   | 2022. május 29.     |                                                         |
| Momentum Mozgalom                                | Momentum    | Gelencsér Ferenc        | 2022. május 29.      |                     |                                                         |
| Normális Élet Pártja                             | NÉP         | Gődény György           |                      |                     |                                                         |
| Párbeszéd Magyarországért                        | Párbeszéd   | Jávor Benedek           | 2013. február 17.    | 2014. június 15.    | A pártnak egy férfi és egy női társelnöke van.          |
| Párbeszéd Magyarországért                        | Párbeszéd   | Szabó Tímea             | 2013. február 17.    | 2022. július 10.    | A pártnak egy férfi és egy női társelnöke van.          |
| Párbeszéd Magyarországért                        | Párbeszéd   | Karácsony Gergely       | 2014. június 15.     | 2022. július 10.    | A pártnak egy férfi és egy női társelnöke van.          |
| Párbeszéd Magyarországért                        | Párbeszéd   | Tordai Bence            | 2022. július 10.     |                     | A pártnak egy férfi és egy női társelnöke van.          |
| Párbeszéd Magyarországért                        | Párbeszéd   | Szabó Rebeka            | 2022. július 10.     |                     | A pártnak egy férfi és egy női társelnöke van.          |
| Polgári Válasz                                   | PV          | Bencsik János           | 2020. december 4.    | 2022. április 30.   |                                                         |
| Polgári Válasz                                   | PV          | Aczél Dániel            | 2022. szeptember 4   |                     |                                                         |
| Reformerek Nemzeti Párt                          | Reformerek  | Varga-Damm Andrea       | 2021. május 21.      |                     |                                                         |
| Szabad Demokraták Szövetsége                     | SZDSZ       | Kis János               | 1990. február 23.    | 1991. november 23.  |                                                         |
| Szabad Demokraták Szövetsége                     | SZDSZ       | Tölgyessy Péter         | 1991. november 23.   | 1992. november 13.  |                                                         |
| Szabad Demokraták Szövetsége                     | SZDSZ       | Pető Iván               | 1992. november 13.   | 1997. április 24.   |                                                         |
| Szabad Demokraták Szövetsége                     | SZDSZ       | Kuncze Gábor            | 1997. április 24.    | 1998. május 31.     |                                                         |
| Szabad Demokraták Szövetsége                     | SZDSZ       | Magyar Bálint           | 1998. május 31.      | 2000. december      |                                                         |
| Szabad Demokraták Szövetsége                     | SZDSZ       | Demszky Gábor           | 2000. december       | 2001. június        |                                                         |
| Szabad Demokraták Szövetsége                     | SZDSZ       | Kuncze Gábor            | 2001. június         | 2007. március 31.   |                                                         |
| Szabad Demokraták Szövetsége                     | SZDSZ       | Kóka János              | 2007. március 31.    | 2008. június 7.     |                                                         |
| Szabad Demokraták Szövetsége                     | SZDSZ       | Fodor Gábor             | 2008. június 7.      | 2009. július 12.    |                                                         |
| Szabad Demokraták Szövetsége                     | SZDSZ       | Retkes Attila           | 2009. július 12.     | 2010. május 29.     |                                                         |
| Szociális Unió                                   | SZU         | Szili Katalin           | 2010                 |                     |                                                         |
| Új Kezdet                                        | ÚK          | Fábián Zsolt            | 2016                 | ?                   |                                                         |
| Új Kezdet                                        | ÚK          | Gémesi György           | ?                    | 2020                |                                                         |
| Új Kezdet                                        | ÚK          | Hohn Krisztina          | 2020                 |                     |                                                         |

## Jelenlegi elnökhelyettesek, alelnökök és szóvivők

### Alelnökök
- DK: Molnár Csaba (ügyvezető alelnök), Ara-Kovács Attila, Gy. Németh Erzsébet, Vadai Ágnes, Varju László
- Fidesz: Gál Kinga, Kósa Lajos, Kubatov Gábor, Németh Szilárd
- Jobbik: Ander Balázs, Dudás Róbert, Kvárik Anita, Lukács László György, Magyar Zoltán, Z. Kárpát Dániel
- KDNP: Azbej Tristan, Bagdy Gábor, Hölvényi György, Juhász Hajnalka, Rétvári Bence, Schanda Tamás, Seszták Oszkár, Simicskó István, Soltész Miklós
- MSZP: Harangozó Gábor, Korózs Lajos, Tüttő Kata
- Mi Hazánk: Apáti István, Dócs Dávid, Novák Előd, Pakusza Zoltán
- Momentum: Cseh Katalin
- MNOÖ: dr. Sudár Ágnes

### Elnökhelyettesek
- Jobbik: Potocskáné Kőrösi Anita
- MSZP: Varga László
- Mi Hazánk: Dúró Dóra
- MNOÖ: Schubert Olívia

### Szóvivők
- DK: Barkóczi Balázs
- Fidesz: Horváth László, Zsigó Róbert
- Jobbik: Farkas Krisztina
- KDNP: Nacsa Lőrinc
- LMP: Gál József
- Momentum: Tompos Márton
- Párbeszéd: Barabás Richárd

## Frakcióvezetők
| Párt        | Frakcióvezetők                                             | Frakcióvezetők                                            | Frakcióvezetők                                                     | Frakcióvezetők                       | Frakcióvezetők                                      | Frakcióvezetők                                      | Frakcióvezetők                                                  | Frakcióvezetők                                         | Frakcióvezetők                                      |
| Párt        | 1990–1994                                                  | 1994–1998                                                 | 1998–2002                                                          | 2002–2006                            | 2006–2010                                           | 2010–2014                                           | 2014–2018                                                       | 2018–2022                                              | 2022–                                               |
| ----------- | ---------------------------------------------------------- | --------------------------------------------------------- | ------------------------------------------------------------------ | ------------------------------------ | --------------------------------------------------- | --------------------------------------------------- | --------------------------------------------------------------- | ------------------------------------------------------ | --------------------------------------------------- |
| DK          |                                                            |                                                           |                                                                    |                                      |                                                     |                                                     |                                                                 | Gyurcsány Ferenc                                       | Gyurcsány Ferenc                                    |
| EKgP        | Böröcz István (1992–)                                      |                                                           |                                                                    |                                      |                                                     |                                                     |                                                                 |                                                        |                                                     |
| Fidesz      | Orbán ViktorKövér László (1993–)                           | Kövér László Szájer József (1994–) Pokorni Zoltán (1997–) | Szájer József                                                      | Áder János                           | Navracsics Tibor                                    | Lázár JánosRogán Antal (2012–)                      | Rogán Antal Kósa Lajos (2015–) Gulyás Gergely (2017–)           | Kocsis Máté                                            | Kocsis Máté                                         |
| függetlenek | Fodor István                                               |                                                           |                                                                    |                                      |                                                     |                                                     |                                                                 |                                                        |                                                     |
| FKgP        | Dragon Pál (–1992)                                         | Torgyán József                                            | Torgyán József Bánk Attila (1998–) Szentgyörgyvölgyi Péter (2001–) |                                      |                                                     |                                                     |                                                                 |                                                        |                                                     |
| Jobbik      |                                                            |                                                           |                                                                    |                                      |                                                     | Vona Gábor                                          | Vona Gábor Volner János (2016–)                                 | Gyöngyösi Márton (–2019) Jakab Péter (2019–)           | Jakab Péter (–2022) Lukács László György (2022–)    |
| KDNP        | Füzessy Tibor Csépe Béla (1992–)                           | Füzessy Tibor Isépy Tamás (1995–1997)                     |                                                                    |                                      | Semjén Zsolt                                        | Harrach Péter                                       | Harrach Péter                                                   | Harrach Péter (–2020) Simicskó István (2020–)          | Simicskó István                                     |
| LMP         |                                                            |                                                           |                                                                    |                                      |                                                     | Schiffer András (–2012, 2012–) Jávor Benedek (2012) | Schiffer András Schmuck Erzsébet (2016–) Szél Bernadett (2017–) | Szél Bernadett (–2018) Keresztes László Lóránt (2018–) | Ungár Péter                                         |
| MDF         | Kónya ImreKulin Ferenc (1993–)                             | Szabó IvánDemeter Ervin (1996–)                           | Balsai István                                                      | Balsai István Herényi Károly (2002–) | Herényi Károly (–2009)                              |                                                     |                                                                 |                                                        |                                                     |
| MDNP        |                                                            | Szabó Iván (1996–)                                        |                                                                    |                                      |                                                     |                                                     |                                                                 |                                                        |                                                     |
| MIÉP        | Horváth Lajos (1993–)                                      |                                                           | Csurka István                                                      |                                      |                                                     |                                                     |                                                                 |                                                        |                                                     |
| MSZP        | Pozsgay Imre Gál Zoltán (1990–)                            | Szekeres Imre                                             | Kovács LászlóNagy Sándor (2000–)                                   | Lendvai Ildikó                       | Lendvai Ildikó Mesterházy Attila (2009–)            | Mesterházy Attila                                   | Mesterházy Attila Tóbiás József (2014–) Tóth Bertalan (2016–)   | Tóth Bertalan                                          | Tóth Bertalan                                       |
| Mi Hazánk   |                                                            |                                                           |                                                                    |                                      |                                                     |                                                     |                                                                 |                                                        | Toroczkai László                                    |
| Momentum    |                                                            |                                                           |                                                                    |                                      |                                                     |                                                     |                                                                 |                                                        | Fekete-Győr András (–2022) Gelencsér Ferenc (2022–) |
| Párbeszéd   |                                                            |                                                           |                                                                    |                                      |                                                     |                                                     |                                                                 | Szabó Tímea                                            | Tordai Bence                                        |
| SZDSZ       | Tölgyessy Péter Tardos Márton (1991–) Kuncze Gábor (1993–) | Pető IvánSzent-Iványi István (1997–)                      | Kuncze Gábor Szent-Iványi István (2000–)                           | Kuncze Gábor                         | Kuncze Gábor Eörsi Mátyás (2007) Kóka János (2007–) |                                                     |                                                                 |                                                        |                                                     |